# سيسيرو (سفينة)
تم إطلاق سفينة سيسيرو عام 1796 وأبحرت في البداية باسم «غرب انديامان». تم القبض عليها لفترة وجيزة في عام 1799 مع جندي فرنسي. في وقت لاحق، ذهبت لصيد الحيتان في مصايد الحيتان الشمالية (1803-1808)، ومصايد الحيتان الجنوبية (1816-1823). انقلبت في ليميريك في سبتمبر 1832 وأدينت هناك.